# Política de Aragón

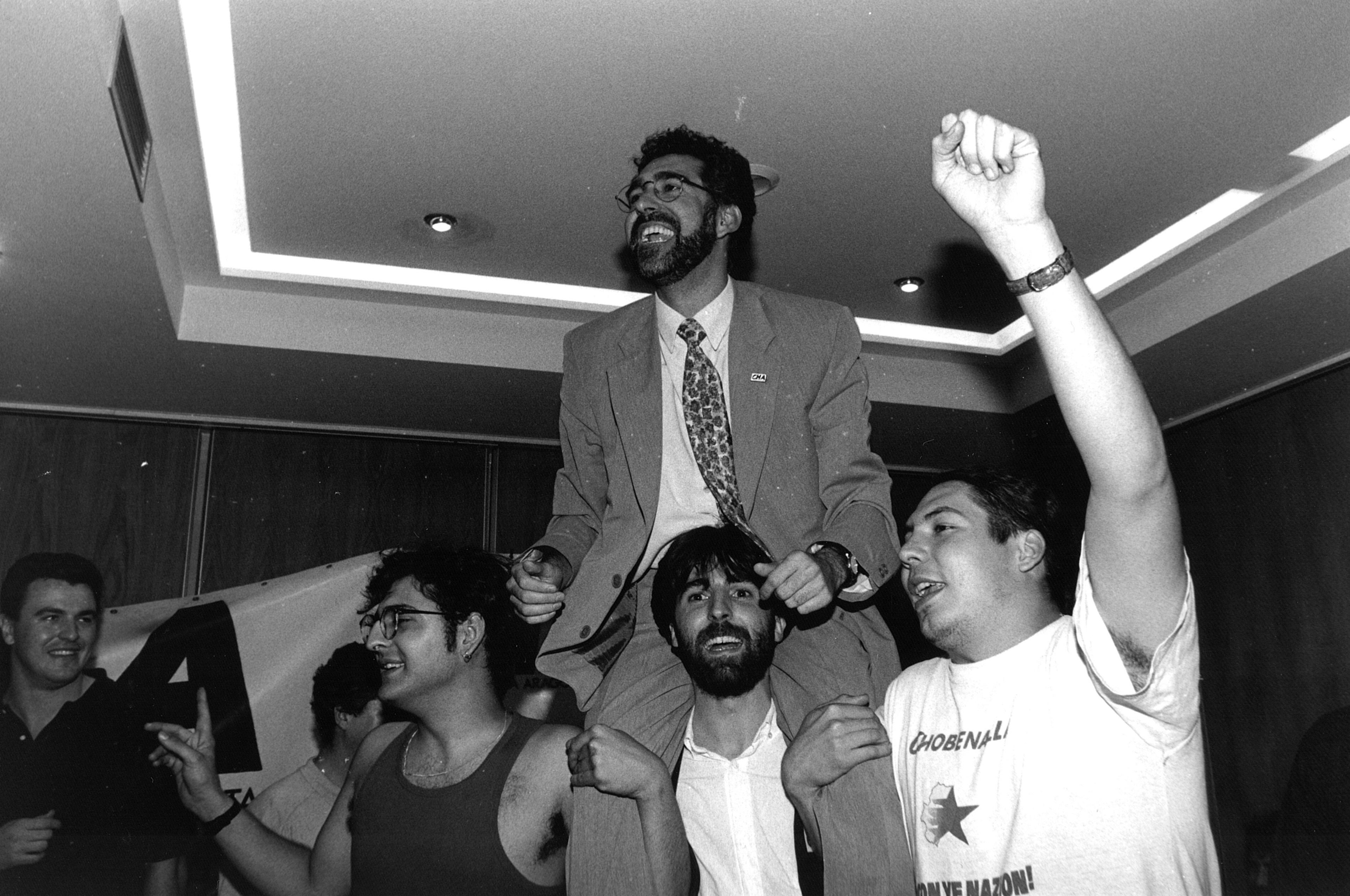
Noche electoral de 1995

Aragón es una comunidad autónoma española compuesta por tres provincias constituida de acuerdo con la Constitución española y cuya norma básica es el Estatuto de autonomía de Aragón de 1982 según el artículo 81 de la primera.

## Órganos de gobierno
Los órganos de gobierno de la comunidad autónoma son: la Diputación General de Aragón, presidida por un presidente y Las Cortes.

## División administrativa
Según su estatuto de autonomía Aragón se articula en tres provincias divididas en 33 comarcas que a su vez se subdividen en 731 municipios. Además existen mancomunidades (agrupaciones voluntarias de municipios para conseguir unos fines comunes).

## Partidos políticos
Los partidos políticos que actualmente hay en Aragón se articulan tanto en el eje izquierda-derecha tradicional como en el grado de aragonesismo político.
- Partido de los Socialistas de Aragón (PSOE-Aragón): federación aragonesa del PSOE, es el principal partido de centroizquierda de la Comunidad. Desde las elecciones autonómicas de 2015 está en el Gobierno junto a la Chunta Aragonesista, siendo el presidente de Aragón Javier Lambán. En ámbito municipal, es la primera fuerza en ayuntamientos importantes como Huesca, Utebo o Jaca.
- Partido Popular de Aragón (PP de Aragón): organización aragonesa del PP. Ha gobernado en varias legislaturas y disputa el espectro político de centroderecha con Ciudadanos. Su líder es Luis María Beamonte. En ámbito municipal, la alcaldesa de una de las capitales de provincia, Teruel, es de este partido.
- Chunta Aragonesista (CHA, Unión Aragonesista en castellano): partido originariamente de la Comunidad. Se articula como el referente del nacionalismo aragonés y forma parte del Gobierno junto al PSOE-Aragón. Su organización juvenil, Choventut Aragonesista, se inclina al independentismo. Defiende el concepto de Aragón como nación e impulsa la promoción de las lenguas autóctonas (aragonés y catalán). Su líder es José Luis Soro, actual consejero de Vertebración del Territorio, Movilidad y Vivienda.
- Partido Aragonés (PAR): partido autóctono de centroderecha. Ha formado parte en anteriores legislaturas del Gobierno junto al PP y sigue haciéndolo en una gran cantidad de ayuntamientos. Defiende un nacionalismo moderado y su líder es Arturo Aliaga López.
- Izquierda Unida de Aragón (IUA): federación aragonesa de Izquierda Unida. Durante varias décadas ha sido el referente de la izquierda en la Comunidad, consideración que comparte en los últimos años con Podemos Aragón. En la legislatura 2015-2019 cuenta con un escaño, asignado a Patricia Luquin.
- Podemos Aragón (Podemos): federación aragonesa de Podemos. Junto a IUA articula la izquierda no autóctona en Aragón, siendo la tercera fuerza en las Cortes de Aragón actualmente. Su líder es Nacho Escartín. En ámbito municipal, forma parte de organizaciones satélite municipalistas como Zaragoza en Común (que forma el Gobierno municipal de la capital aragonesa, Zaragoza).
- Ciudadanos de Aragón (Cs): organización aragonesa de Ciudadanos. Se enmarca en la centroderecha junto al PP y cuenta con 5 escaños en las Cortes de Aragón, liderado por Susana Gaspar.

### Reparto de diputados en la IX Legislatura (2015-2019)
| Grupos parlamentarios en las Cortes de Aragón durante la IX Legislatura |                                             |         |                     |         |
| Nombre del grupo parlamentario                                          | Nombre del grupo parlamentario              | Partido | Líder               | Escaños |
| Grupo Parlamentario Popular                                             | Grupo Parlamentario Popular                 | PP      | Luis María Beamonte | 21      |
| Grupo Parlamentario Socialista                                          | Grupo Parlamentario Socialista              | PSOE    | Javier Lambán       | 18      |
| Grupo Parlamentario de PODEMOS Aragón                                   | Grupo Parlamentario de PODEMOS Aragón       | PODEMOS | Nacho Escartín      | 14      |
| Grupo Parlamentario del Partido Aragonés                                | Grupo Parlamentario del Partido Aragonés    | PAR     | Arturo Aliaga       | 6       |
| Grupo Parlamentario de Ciudadanos de Aragón                             | Grupo Parlamentario de Ciudadanos de Aragón | Cs      | Susana Gaspar       | 5       |
| Grupo Parlamentario Mixto                                               | Grupo Parlamentario Mixto                   | CHA     | José Luis Soro      | 2       |
| Grupo Parlamentario Mixto                                               | Grupo Parlamentario Mixto                   | IU      | Ana Patricia Luquín | 1       |

## Elecciones municipales

### Provincia de Huesca
| Partido político                | Concejales | Porcentaje de votos |
| ------------------------------- | ---------- | ------------------- |
| PSOE-Aragón                     | 616        | 35,42%              |
| PP-Aragón                       | 363        | 28,18%              |
| PAR                             | 226        | 13,4%               |
| CHA                             | 32         | 4,26%               |
| IU (organizaciones municipales) | 23         | 7,57%               |
| Cs                              | 7          | 4,19%               |

### Provincia de Zaragoza
| Partido político            | Concejales | Porcentaje de votos |
| --------------------------- | ---------- | ------------------- |
| PSOE-Aragón                 | 733        | 24,03%              |
| PP-Aragón                   | 533        | 27,59%              |
| PAR                         | 338        | 6,11%               |
| CHA                         | 99         | 6,93%               |
| Cs                          | 29         | 9,55%               |
| IU-Los Verdes               | 16         | 0,65%               |
| Podemos (Zaragoza en Común) | 9          | 16,72%              |

### Provincia de Teruel
| Partido político | Concejales | Porcentaje de votos |
| ---------------- | ---------- | ------------------- |
| PSOE-Aragón      | 358        | 28,41%              |
| PAR              | 352        | 19,62%              |
| PP-Aragón        | 336        | 29,61%              |
| IU-Los Verdes    | 33         | 9,12%               |
| CHA              | 32         | 5,32%               |

## Principales ayuntamientos

### Zaragoza
| Elecciones municipales |      |      |      |      |      |      |      |      |      |      |
| Partido                | 1979 | 1983 | 1987 | 1991 | 1995 | 1999 | 2003 | 2007 | 2011 | 2015 |
| PP                     |      | 8    | 5    | 7    | 15   | 15   | 11   | 12   | 15   | 10   |
| Zaragoza en Común      |      |      |      |      |      |      |      |      |      | 9    |
| PSOE                   | 11   | 18   | 13   | 15   | 6    | 10   | 12   | 13   | 10   | 6    |
| C's                    |      |      |      |      |      |      |      |      |      | 4    |
| CHA                    |      |      | -    | -    | 2    | 4    | 6    | 3    | 3    | 2    |
| IU                     |      |      | 2    | 3    | 4    | -    | -    | 1    | 3    |      |
| PAR                    | 7    | 4    | 8    | 6    | 4    | 2    | 2    | 2    | -    | -    |
| CDS                    |      | -    | 3    | -    |      |      | -    |      |      |      |
| PCE                    | 4    | 1    |      |      |      |      |      |      |      |      |
| UCD                    | 7    |      |      |      |      |      |      |      |      |      |
| PTA                    | 2    | -    | -    |      |      |      |      |      |      |      |
| Total                  | 31   | 31   | 31   | 31   | 31   | 31   | 31   | 31   | 31   | 31   |

### Huesca
| Elecciones municipales   |      |      |      |      |
| Partido                  | 2003 | 2007 | 2011 | 2015 |
| PP                       | 6    | 7    | 11   | 9    |
| PSOE                     | 12   | 9    | 9    | 8    |
| Cambiar Huesca           |      |      |      | 4    |
| C's                      |      |      |      | 2    |
| Aragón Sí Puede          |      |      |      | 2    |
| PAR                      | 1    | 2    | 2    | -    |
| CHA                      | 2    | 2    | 2    | -    |
| EB                       |      |      |      | -    |
| UPyD                     |      |      | -    | -    |
| IU                       |      | 1    | 1    |      |
| IU-LV/CV-GV/Ecolo Verdes | -    | -    | -    |      |
| AE                       |      |      | -    |      |
| UCE                      |      |      | -    |      |
| PFyV                     | -    | -    |      |      |
| IA                       | -    |      |      |      |
| Total                    | 21   | 21   | 25   | 25   |

### Teruel
| Elecciones municipales |      |      |      |      |
| Partido                | 2003 | 2007 | 2011 | 2015 |
| PP                     | 8    | 8    | 12   | 8    |
| PSOE                   | 8    | 7    | 5    | 5    |
| Ganar Teruel           |      |      |      | 3    |
| PAR                    | 4    | 4    | 1    | 2    |
| C's                    |      |      |      | 2    |
| CHA                    | 1    | 2    | 2    | 1    |
| IU                     | -    | -    | 1    |      |
| CA                     |      |      | -    | -    |
| EB                     |      |      |      | -    |
| FIA                    |      |      |      | -    |
| UPyD                   |      |      | -    |      |
| pCUA                   |      | -    |      |      |
| PFyV                   | -    | -    |      |      |
| PH                     | -    |      |      |      |
| INAR                   | -    |      |      |      |
| Total                  | 21   | 21   | 21   | 21   |